# Rejnok severní
Rejnok severní (Rajella lintea) je druh z rodiny rejnoků. 

## Popis
Dosahuje až 123 cm a 11,2 kg.[zdroj⁠?!] Žije v hloubkách 150–800 m, v západním Atlantiku až 1500 m. Najdeme ho na Islandu, v Norsku, u západního Grónska a u Faerských ostrovů.
Disk těla je kosočtverečný. Živí se bezobratlými na dně, větší jedinci snědí i malé ryby. Jelikož žije ve velmi chladných vodách, trvá až rok, než se vylíhne.